# Пак Квон Иль
Пак Квон Иль (кор. 박권일; род. 1977) — южнокорейский кёрлингист и тренер по кёрлингу.
В составе мужской сборной Республики Корея серебряный призёр Тихоокеанско-азиатского чемпионата 2006 и чемпион зимних Азиатских игр 2007, участник чемпионата мира среди мужчин 2007.

## Достижения
- Тихоокеанско-азиатский чемпионат по кёрлингу: серебро (2006).
- Зимние Азиатские игры: золото (2007).

## Команды
| Сезон   | Четвёртый     | Третий        | Второй       | Первый        | Запасной                                                                           | Турниры                       |
| ------- | ------------- | ------------- | ------------ | ------------- | ---------------------------------------------------------------------------------- | ----------------------------- |
| 1996—97 | Пак Квон Иль  | Song He-dong  | Lee Jac-in   | Kim Chang-gyu |                                                                                    | ТАЧ 1996 (4 место)            |
| 2000—01 | Пэк Чон Чхоль | Квон Ён Иль   | Lim Sung-min | Пак Квон Иль  |                                                                                    | ТАЧ 2000 (4 место)            |
| 2004—05 | Пэк Чон Чхоль | Ли Джэ Хо     | Ян Се Ён     | Пак Квон Иль  | Квон Ён Иль тренеры: Джим Урсел, Chung Young Sup                                   | ТАЧ 2004 (5 место)            |
| 2005—06 | Пэк Чон Чхоль | Ли Джэ Хо     | Ян Се Ён     | Квон Ён Иль   | Пак Квон Иль тренер: Yoo Kun Jick                                                  | ТАЧ 2005 (6 место)            |
| 2006—07 | Ли Джэ Хо     | Пэк Чон Чхоль | Ян Се Ён     | Пак Квон Иль  | Квон Ён Иль тренер: Yoo Kun Jick                                                   | ТАЧ 2006                      |
| 2006—07 | Ли Джэ Хо     | Пэк Чон Чхоль | Ян Се Ён     | Квон Ён Иль   | Пак Квон Иль тренеры: Kang Yang-Won (ЗАИ), Yoo Kun Jick (ЗАИ), Bradley Burton (ЧМ) | ЗАИ 2007 · ЧМ 2007 (12 место) |

(скипы выделены полужирным шрифтом)

## Результаты как тренера национальных сборных
| Год  | Турнир                                      | Команда                        | Место |
| ---- | ------------------------------------------- | ------------------------------ | ----- |
| 2012 | Чемпионат мира по кёрлингу на колясках 2012 | Республика Корея (на колясках) | 2     |
| 2023 | Чемпионат мира по кёрлингу на колясках 2023 | Республика Корея (на колясках) | 5     |